# Tupolev Tu-160
Tupolev Tu-160 (indicativ NATO: Blackjack) este un bombardier strategic rusesc, proiectat în perioada sovietică. Este un avion supersonic cu aripi în săgeată, cu geometrie variabilă („aripi mobile”). A fost proiectat de Biroul de proiectare Tupolev și în prezent este cel mai mare avion de luptă din lume și în același timp cel mai mare supersonic din istorie, se arată într-o sinteză publicată de Historia. În categoria avioanelor de luptă, Tu-160 deține recordul pentru cea mai mare greutate de decolare. În anul 2010, Tu-160 a atins un nou record, reușind să zboare pe o distanță de 18.000 de kilometri.

## Replica sovietică la bombardierul B-1 Lancer
Ca urmare a faptului că în 1967 americanii au început lucrul la bombardierul strategic B-1 Lancer, URSS a decis să dezvolte o replică pentru modelul de bombardier american aflat în dezvoltare. De proiect s-a ocupat inginerul Valentin Ivanovici Blizniuc de la Biroul de proiectare Tupolev. Primul zbor al bombardierului strategic supersonic Tu-160 a avut loc la 16 decembrie 1981, iar producția în serie a fost lansată în anul 1984 și până la destrămarea URSS au fost produse 35 de aparate. La momentul dispariției URSS, cea mai mare parte din avioane (19 aparate) se aflau în Ucraina. Rusia preia cea mai mare parte dintre ele (12 moștenite de la URSS și 8 primite din Ucraina în contul datoriei pentru gaze) și le modernizează în 1996. Restul avioanelor din Ucraina au fost casate și doar unul se află în muzeu. Rusia a continuat să le modernizeze și în prezent are 16 bombardiere strategice Tu-160 pregătite de operațiuni, fiecare având un nume personal.
Spre deosebire de B-1, Tu-160 este conceput in principal ca purtător de rachete de croaziera cu raza lunga de acțiune, si mai puțin ca purtător de bombe.
Tu-160 (varianta modernizată) este un bombardier strategic multirol capabil să lanseze bombe ghidate prin laser și rachete atât de la mare cât și de la mică altitudine. Contopirea aripilor cu restul corpului avionului eficientizează uzul spațiului intern pentru arme, combustibil și echipamente de avionică. Corpul aeronavei este construit dintr-un aliaj de aluminiu foarte rezistent. De asemenea titanul și oțelul sunt regăsite în componența părților critice care absorb sarcinile structurale principale. Învelișul aripilor, a fuselajului, a trapei de la cala interne de arme și a marginilor din coadă au în alcătuire fibră de sticlă și textolit. Profilul de tip fagure completează structura acestor elemente ușoare. Fuselajul este de tip semicocă.
Pentru a îmbunătăți manevrabilitatea la viteze mici, aripile din exterior (secțiunea centrală a aripilor de la Tu-160 este contopită cu fuselajul), au voletul bordului de atac în patru secțiuni și flapsuri cu fante duble dispuse în trei secțiuni. Printr-un element de acționare hidraulic, aripile pot fi reglate la unghiuri de 20°, 35 ° și 65°. Coada reglabilă are suprafețe cruciforme. Toate stabilizatoarele și platformele trapezoidale sunt conectate printr-o secțiune centrală într-o singură unitate de bază. Trenul de aterizare cu retractare hidraulică este în triciclu. Roțile din botul avion au un sistem de protecție împotriva noroiului, zăpezii, mocirlei și a obiectelor străine care pot ajunge în motor. Cele 12 roți din trenul principal de aterizare sunt dispuse în două grupuri de câte șase roți dispuse pe fiecare parte. Aranjamentul în acest fel al roților din trenul de aterizare micșorează timpul de rulare de pe pistă și asigură o securitate crescută. Bombardierul are 4 turboventilatoare postcombustie Kuznețov NK-321 (care generează fiecare câte 25.000 kilograme forță) capabile să dezvolte o viteză de 2 Mach (2.230 km/oră). Realimentarea cu combustibil a bombardierului se poate face și aerian. Distanța maximă de zbor fără realimentare este de 13.950 km (15 ore de zbor neîntrerupt). Raza de acțiune este de 6.000 km. Pentru a decola, bombardierul are nevoie de o distanță de doar 900 de metri. Bombardierul poate zbura până la o altitudine de 15.000 metri. Greutatea maximă la decolare este de 275 tone.

## Echipamente și arme din dotare
Echipamentele de avionică ale bombardierului sunt de ultimă generație și au montat un sistem de navigare prin satelit (localizare prin satelit cu ajutorul GLONASS, alternativa rusească la GPS). Ghidajul armelor lansate se poate face de asemenea prin satelit. Bombardierul poate zbura la o înălțime foarte mică de sol cu ajutorul radarului Sopka (deal) de evitare a solului, montat în cupola pentru echipament radar din vârful bombardierului. Zborul la o înălțime foarte mică a bombardierului îl face să fie foarte greu detectat de radare. În armamentul prezent la bord sunt incluse și rachetele de ultimă generație Kh-101 (acuratețea de lovire este de 6-9 metri) și Kh-555 (rachete de croazieră strategice din familia de rachete Kh-55). Modelul de rachetă Kh-102 este greu detectabil si purtător de focoase nucleare. Tu-160 are la bord și 24 de rachete aer-sol Kh-15C. Armamentul este completat de rachete Kh-55 SM (rază de acțiune de 3.000 km). Greutatea maximă de armament transportat este de 40 de tone.

## Detalii Tehnice
- Firma producătoare: Biroul de proiectare Tupolev
- Țara de origine: Uniunea Sovietică
- Misiune: Bombardier
- Echipaj: 4 oameni
- Anul: 1981
- Motoare: 4 turboventilatoare cu dublu flux și postcombustie Samara/Trud NK-321, 16850+ kgf fiecare
- Dimensiuni:
  - Anvergura:
  - aripi depliate - 55,7 m
  - aripi pliate - 35,64 m
  - Lungime: 54,1 m
  - Înălțime: 13,1 m
  - Masa:
  - gol - 80.850 kg
  - cu încărcătura maximă - 202.100 kg

- Plafon de zbor: 16.400 m
- Viteza maximă: 2.220 km/h
- Raza de acțiune: 12.300 km
- Armament: 12.000 kg de încărcătură, incluzând bombe convenționale, nucleare și rachete de croazieră Kh-15P, Kh-55 cu focoase convenționale și nucleare.